# Ommata nigrotarsis
Ommata nigrotarsis är en skalbaggsart som beskrevs av Fisher 1937. Ommata nigrotarsis ingår i släktet Ommata och familjen långhorningar. Inga underarter finns listade i Catalogue of Life.